# دیابت بارداری
دیابت بارداری به شرایطی گفته می‌شود که افزایش قند خون برای اولین بار، در طی دوران بارداری دیده شود. دیابت بارداری، تقریباً در ۴ درصد از بارداری‌ها بروز می‌کند. علت دقیق دیابت باردای مشخص نیست، ولی وجود برخی از سر نخ‌ها، در تشخیص زودرس این بیماری مؤثر است.
با توجه به عوارضی که دیابت برای جنین و مادر باردار می‌تواند داشته باشد، پیشگیری و کنترل دیابت در طی دوران بارداری ضروری است.
دیابت بارداری، حالت عدم تحمل گلوکز است و با وجود ناسازگاریش با بدن در زنان باردار بدون سابقه دیابت ظاهر می‌شود. بعد از دو بار آزمایش در صورتی که میزان گلوکز موجود در خون سیاهرگی فرد ناشتا بالاتر از ۱۲۶ میلی‌گرم در دسی لیتر باشد، فرد مبتلا به دیابت است. اما این مورد، نوعی ساده از عدم تحمل گلوکز است که می‌بایست تحت مراقبت قرار گیرد. این مسئله ای رایج در دیابت است که (تقریباً در ۵٪ بارداریها) منجر به بروز مشکلات کاملاً جدی برای مادر و جنین می‌شود. این بیماری معمولاً بین هفته‌های ۲۴ و ۲۸ بارداری ظاهر می‌شود و همزمان با آن هورمون لاکتوژن جفتی توسط جفت ترشح شده که باعث ایجاد کاهش حساسیت به انسولین در مادر می‌شود

## علائم دیابت بارداری
برخی از علائم دیابت بارداری عبارتند از:
نوشیدن بیش از حد آب که معمولا به علت افزایش دفع ادرار میباشد
تکرر ادرار
پرخوری
گزگز کردن نوک انگشتان دست ها و پا ها
داشتن بی حالی و کرختی
احساس بی حسی در اندام های بدن بخصوص در پاها
طولانی تر شدن زمان بهبود زخم های بدن
به‌طور کلی شایع ترین علائم اولیه دیابت بارداری پرخوری و تکرر ادرار ( پر ادارای ) و پرنوشی است که البته در انواع دیگر بیماری قند نیز دیده میشود.

## علل
تقریباً در اکثر زنان به دلیل تغییرات هورمونی ای که در طی بارداری ایجاد می‌گردد، درجاتی از اختلال عدم تحمل گلوکز مشاهده می‌گردد. بدین معنا که مقدار قند خون آنها افزایش می‌یابد، ولی به اندازه‌ای افزایش نمی‌یابد که بتوان آن را بیماری دیابت در نظر گرفت.
در طی سه‌ماهه سوم بارداری، تغییرات هورمونی مذکور، زن باردار را در خطر ابتلا به دیابت بارداری قرار می‌دهد. در طی بارداری افزایش یک سری از هورمون‌های مترشحه از جفت (جفت، اندام ارتباطی ای در ناحیه ناف نوزاد می‌باشد که همانند یک ریسمان، نوزاد را به رحم مادر متصل می‌کند)، به انتقال مواد غذایی از مادر به جنین و در نتیجه به پیشرفت رشد جنین کمک می‌کنند. بخش دیگری از هورمون‌هایی که در جفت تولید می‌شوند در جهت پیشگیری از افت قند خون مادر فعالیت می‌کنند که این دسته از هورمون‌ها از طریق ممانعت از عملکرد انسولین، عمل می‌کنند؛ لذا در طی بارداری، این هورمون‌ها زمینه اختلال عدم تحمل گلوکز (افزایش قند خون) را فراهم می‌کنند. در مقابل، بدن شما برای جلوگیری از افزایش قند خون مجبور خواهد بود انسولین بیشتری ترشح نماید تا قند به درون سلول‌ها منتقل شود و برای تولید انرژی در اختیار سلول‌های بدن قرار گیرد. سلول‌های موجود در لوزالمعده مادران، اغلب توانایی تولید انسولین بیشتر (در حدود ۳ برابر حد طبیعی) را برای غلبه بر اثر هورمون‌های بارداری افزایش دهنده قند خون دارند. اگر چنانچه لوزالمعده نتواند انسولین را به میزان کافی ترشح کند، میزان قند خون افزایش می‌یابد و در نهایت منجر به بروز دیابت بارداری می‌گردد.

## عوارض دیابت بارداری
دیابت می‌تواند برای روی رشد و نمو جنین در طی بارداری اثر داشته باشد. در اوایل بارداری، دیابت مادر می‌تواند منجر به بروز نقص‌های مادرزادی و افزایش خطر سقط جنین گردد. بسیاری از نواقص مادرزادی، اثرات نامطلوبی را بر ارگان‌های مهم بدن مانند مغز و قلب دارند.
در طی سه‌ماهه دوم و سوم بارداری، دیابت مادر می‌تواند منجر به تغذیه و رشد زیاد از حد کودک گردد. داشتن نوزاد بزرگ و با وزن بالا، خطر زایمان‌های پردرد و سخت را افزایش می‌دهد؛ مثلاً نوزادهای بزرگ اغلب برای تولد نیاز به عمل سزارین دارند و اگر به‌طور طبیعی متولد شوند، خطر آسیب به ناحیه شانه آنها وجود دارد و وزن بالای نوزاد همچنین باعث تأخیر در زمان زایمان و خطرات کمبود اکسیژن برای مغز نوزاد می‌شود.
به علاوه وقتی جنین بیش از حد تغذیه گردد و در نتیجه به دنبال آن سطح انسولین خونش افزایش یابد، پس از زایمان، احتمال افت شدید قند خون در نوزاد وجود دارد، زیرا دیگر آن مقادیر بالای قند را از خون مادر دریافت نخواهد کرد.
با توجه به عوارض فوق، بهترین اقدام پیشگیری از وقوع دیابت بارداری است؛ ولی اگر به هر دلیل به دیابت بارداری مبتلا شدید، با یک درمان مناسب می‌توانید علی‌رغم ابتلا به دیابت، یک نوزاد سالم به دنیا آورید.

## افراد در معرض خطر
عوامل زیر خطر ابتلا به دیابت بارداری را در طی دوره بارداری افزایش می‌دهند:
- داشتن اضافه وزن قبل از بارداری (چنانچه وزن قبل از بارداری از وزن ایده آل به میزان ۲۰٪ یا بیشتر، بالاتر باشد)
- وجود قند در ادرار
- اختلال تحمل گلوکز و اختلال در گلوکز ناشتا (در این شرایط قند خون بالا است، ولی به حدی بالا نیست که بتوان آن را دیابت در نظر گرفت. به این حالت مرحله پیش از دیابت گفته می‌شود)
- سابقه خانوادگی ابتلا به دیابت (اگر مادر و پدر یا برادر و خواهر شما دیابت داشته باشند)
- سابقه تولد نوزاد بیش از ۴ کیلوگرم در گذشته
- سابقه تولد نوزاده مرده در گذشته
- سابقه ابتلا به دیابت بارداری در بارداری قبلی میزان خطر دیابت بارداری را در دفعه بعد ۲ تا ۳ برابر می‌نماید.
- داشتن مایع آمنیوتیک بیش از حد (شرایطی که پلی هیدرآمینوس نامیده می‌شود).
- بیماران مبتلا به سندرم تخمدان پلی کیستیک
بسیاری از زنانی که دیابت بارداری در آنها پیشرفت می‌کند، هیچ‌یک از عوامل خطر شناخته شده ابتلا به دیابت بارداری را ندارند.
تشخیص زنانی که در معرض خطر دیابت بارداری هستند، باید هرچه سریع تر به منظور تشخیص دیابت بارداری غربالگری گردند و سایر زنان نیز می‌بایست در هفته ۲۴ تا ۲۸ بارداری به منظور بررسی دیابت بارداری غربالگری گردند.
به منظور غربالگری دیابت، یک آزمایش به نام «تست تحمل گلوکز خوراکی» انجام خواهد گرفت. این آزمایش شامل نوشیدن سریع یک محلول شیرین که حاوی ۵۰ گرم گلوکز است، می‌باشد. بدن این گلوکز را به سرعت جذب می‌کند که موجب افزایش قند (گلوکز) خون در طی ۳۰ تا ۶۰ دقیقه می‌گردد. یک ساعت پس از نوشیدن محلول شیرین، یک نمونه خون از بازوی شما می‌گیرند. نمونه خون نشان می‌دهد که چه میزان از محلول قندی توسط بدن استفاده شده‌است. اگر مقدار قند خون، برابر یا بیشتر از ۱۴۰ میلی‌گرم در دسی لیتر باشد، به عنوان مقادیر غیرطبیعی و نامناسب در نظر گرفته می‌شود. اگر جواب تست تحمل گلوکز خوراکی نامناسب باشد، تست دیگری پس از ۸ تا ۱۰ ساعت ناشتا بودن (تست قند خون ناشتا) انجام خواهد شد.
با توجه به عوارضی که دیابت بارداری می‌تواند به همراه داشته باشد، در زنانی که در معرض خطر زیاد ابتلا به دیابت بارداری هستند؛ به دنبال مشاهده نتایج طبیعی تست غربالگری، به منظور کسب اطمینان، مجدداً یک تست غربالگری دیگر نیز در هفته ۲۴ تا ۲۸ بارداری انجام خواهد گرفت.

## کنترل و درمان دیابت بارداری
برای کنترل دیابت بارداری اقدامات زیر توصیه می‌گردد:
- پایش منظم سطح قند خون در طی روز (در مراحل اولیه توصیه می‌گردد که ۴ بار در روز قند خون را با دستگاه‌های اندازه‌گیری قند خون کنترل نمود: قبل از صبحانه و ۲ ساعت پس از هر وعده غذایی. برخی مواقع ممکن است پایش قند خون قبل از همه وعده‌های غذایی نیز لازم گردد. البته بعد از طی مرحله حاد، نیاز به این میزان اندازه‌گیری نخواهد بود).
- بررسی ادرار به منظور وجود کتون‌ها (یک نوع اسید که وجود آن در ادرار نشان می‌دهد دیابت کنترل نشده‌است).
- رعایت رژیم غذایی: نظم غذایی یکی از مهم‌ترین موارد در کنترل قند خون در طی ساعات روز است. بر همین اساس پزشک معالج، از بیمار درخواست می‌کند دریافت کالری اش را در چند نوبت منظم در طی روز توزیع کند.
- فعالیت بدنی و ورزش پس از تأیید پزشک معالج: داشتن پیاده‌روی منظم در کنترل سطح قند خون بسیار مفید است. برای جلوگیری از بروز عوارض مرتبط با فعالیت بدنی، حتماً باید بیمار با پزشک خود مشورت نماید.
- بررسی روند افزایش وزن: میزان افزایش وزن در طی دوران بارداری باید حدوداً بین ۷ تا ۱۴کیلو باشد. در افرادی که بارداری را با چاقی و افزایش وزن آغاز می‌نمایند، این میزان افزایش وزن به ویژه در صورت ابتلا به دیابت بارداری باید کمترین مقدار باشد.
- مصرف انسولین در صورت نیاز: انسولین تنها داروی دیابتی است که مصرف آن در طی بارداری در صورت عدم کنترل قند خون توصیه می‌گردد.
- کنترل افزایش فشار خون بیمار.

## پایش قند خون
پایش سطح گلوکز خون در طی روز کمک می‌کند تا مشخص شود که آیا برنامه غذایی و فعالیت بدنی بیمار برای کنترل قند خون وی مؤثر بوده‌است؟ یا برای حفظ رشد و نمو صحیح در فرزند وی، نیاز به تجویز انسولین اضافی است؟
پزشک معالج از بیمار می‌خواهد که مصرف غذای روزانه خود را یادداشت کند. همچنین یادداشت نمودن مصرف قند و شکر خانگی، به پرهیز از مصرف بی‌رویه قندهای ساده کمک می‌نماید.
پایش قند خون مراحل پیچیده‌ای ندارد:
با ایجاد خراش کمی در نوک انگشتان با یک ابزار نوک تیز (لانست: ابزاری شبیه یک سوزن کوچک و نوک تیز که دردی به همراه نخواهد داشت) و چکاندن یک قطره خون بر روی صفحه باریک تست و استفاده از یک گلوکومتر (وسیله سنجش قند خون) می‌توان میزان قند خون خود را به راحتی تعیین نمود.
بیمار نتایج را در دفترچه گزارش روزانه خود ثبت می‌نماید و سپس ابزارهای یک بار مصرف استفاده شده مثل سر سوزن و صفحه تست را دور می‌ریزد (در یک کیسه یا قوطی پلاستیکی محکم و مناسب).
بیمار باید در هنگام مراجعه مجدد به پزشک خود، دفترچه ثبت قند خونش را به همراه داشته باشد. بر اساس آن، پزشک می‌تواند تشخیص دهد که آیا قند خون بیمار به خوبی کنترل شده‌است
یا خیر، و نیز می‌تواند تخمین بزند که آیا نیاز به ایجاد تغییراتی در برنامه درمانی بیمار هست یا خیر؟
در هنگام خرید گلوکومتر، پزشک یا داروساز داروخانه به بیمار نشان خواهند داد که چگونه از گلوکومتر استفاده کند.
هدف از این بررسی‌ها و پایش‌ها این است که قند خون بیمار تا حد امکان، در محدوده طبیعی و مطلوب حفظ شود.
مقادیر طبیعی قند خون در دوران بارداری با مواقع دیگر متفاوت است.
میزان طبیعی این مقادیر به شرح زیر است:
مقادیر طبیعی قند خون زمان آزمایش
گلوکز پلاسمای خون کمتر از ۱۰۵
گلوکز خون کامل کمتر از ۹۵ ناشتا (قبل از صبحانه) گلوکز پلاسمای خون کمتر از ۱۴۰
گلوکز خون کامل کمتر از ۱۲۰ دو ساعت پس از صرف وعده غذایی
اگر با اجرای برنامه درمانی، نتایج بالا حاصل نگردند، آن موقع پزشک انسولین درمانی را شروع می‌نماید.

## رژیم غذایی
رژیم غذایی صحیح در دوران بارداری از اهمیت بسیار بالایی برخوردار است، چرا که رشد و سلامت نوزاد در گرو سلامت و تغذیه صحیح مادر است. یک رژیم غذایی مناسب برای دیابت بارداری تقریباً مشابه رژیم‌های مناسب برای دیگر دیابت‌ها (دیابت نوع۱ یا ۲) می‌باشد. به عبارت دیگر یک رژیم مناسب برای دیابت بارداری نیز شامل مصرف غذاهای سالم و پرهیز از مصرف غذاهای چرب، پر نمک یا حاوی شکر است.
رژیم غذایی مناسب برای دیابت بارداری شامل مصرف طیف متنوعی از غذاهای سالم است. این رژیم حاوی مقادیر مکفی از تمام گروه‌های غذایی (اعم از: غلات، سبزیجات، میوها، لبنیات، پروتئین و چربیهای سالم) می‌باشد.
بر اساس نظر متخصصین دیابت و بویژه انجمن متخصصین دیابت آمریکا رژیم غذایی یک فرد دیابتی با یک رژیم غذایی سالم که برای عموم جامعه توصیه می‌شود تفاوت چندانی نخواهد داشت. همه ما برای تأمین و نگهداری سلامتی خود باید بیشتر از غلات سبوس دار، میوه و سبزیجات استفاده نماییم؛ و در مقابل مصرف چربی‌های اشباع شده و نیز اسید چرب ترانس را باید به حداقل برسانیم و به جای آنها از چربی‌های غیر اشباع مفید نظیر امگا۳ و امگا۶ و روغن زیتون بهره‌مند شویم.
گنجاندن اقلام فیبر دار در رژیم غذایی دیابت بارداری مفید است، و توصیه می‌شود به جای منابع کربوهیدرات ساده، از انواع غلات سبوس دار مصرف شود. اخیراً برخی پژوهشگران دریافتند که زنان مبتلا به دیابت بارداری با صرف وعده غذایی بر پایه غذاهای با نمایه گلیسمی پایین (غذاهایی که حاوی فیبر و سبوس هستند)، می‌توانند قند خون بعد از غذا را کاهش دهند. رژیم با نمایه گلیسمی پایین شامل غلات سبوس‌دار، سبزیجات و بسیاری از میوه‌جات که دارای فیبر فراوان اند، می‌باشد؛ که قند موجود در این اقلام فیبر دار یا سبوس دار به آهستگی جذب و مورد استفاده بدن قرار می‌گیرد.
البته دوران بارداری، دوران خاصی است و رژیم غذایی صحیح در این دوران از اهمیت بسزایی برخوردار است، چرا که رشد و سلامت نوزاد در گرو سلامت و تغذیه مناسب مادر اوست؛ لذا یک مادر باردار که دچار دیابت بارداری شده‌است باید حتماً تحت نظر یک متخصص تغذیه، از یک رژیم غذایی سالم و مناسب پیروی نماید. رژیم غذایی او باید تمام مواد مغذی مورد نیاز برای رشد و نمو جنین را دربرداشته باشد و به موازات آن به کنترل دیابت بارداری اش نیز کمک نماید. همچنین در صورت نیاز به مصرف انسولین در دوران بارداری، یک متخصص تغذیه می‌تواند تطابق‌های لازم بین دوز انسولین مصرفی با رژیم غذایی خانم باردار را ایجاد نماید، و نکات غذایی مرتبط با بیماری را به وی آموزش دهد.

## وضعیت بیماری پس از بارداری
دیابت بارداری معمولا پس از زایمان برطرف میشود اما این مادران در آینده نیز در خطر ابتلا به بیماری دیابت هستند و باید نسبت به پایش قند خون چند بار در سال اقدام نمایند. در صورتی که دیابت پس از بارداری نیز همچنان ادامه یابد معمولا نیاز به مصرف دارو های ضد دیابت خوراکی میباشد ( در صورتی که با شیردهی تداخل نداشته باشد.) ولی در برخی موارد نیز همچنان تزریق انسولین توصیه میشود. این افراد لازم است قبل از اقدام به بارداری های بعدی با متخصص زنان مشورت کنند و بهتر است از همان ابتدای بارداری بعدی توجه خواصی به آنها شود.
این زنان لازم است به روش هایی غیر از مصرف قرص های ضد بارداری برای جلوگیری از بارداری استفاده کنند. ( احتمال ابتلا به دیابت را افزایش میدهند.) ارجاع این افراد به کارشناسان تعذیه ضروری است.